# Bambi-Verleihung 1999
Die 51. Bambi-Verleihung fand am 13. November 1999 im Stella Musical Theater in Berlin statt. 

## Veranstaltung
Die 51. Bambi-Verleihung war die erste, die in Berlin stattfand. Sie wurde in der ARD übertragen, allerdings nicht live, sondern erst am 19. November.

### Der Jahrhundert-Bambi
Der Jahrhundert-Bambi ging an Max Schmeling. Der damals 94 Jahre alte Schmeling konnte aus gesundheitlichen Gründen allerdings nicht an der Verleihung teilnehmen und dankte daher per Videoeinblendung. Der Bambi war ihm bereits im Vorfeld der Verleihung in Hamburg von Henry Maske überreicht worden.

### Der Charity-Bambi
Für ihren selbstinitiierten Rettungseinsatz beim Erdbeben von Gölcük 1999 wurden Einsatzleiter Wolfgang Baumeister sowie Eva Finger, Tim Wassmann und Udo Ziehm  von der Rettungshundestaffel Augsburg ausgezeichnet. Allerdings konnte nur Baumeister, begleitet von einer Vorstandsvertreterin und der Ausbildungsleiterin den Bambi persönlich entgegennehmen. Die anderen Ausgezeichneten waren im Einsatz in Düzce.

## Preisträger
Aufbauend auf die Bambidatenbank:

### Charity
Wolfgang Baumeister, Eva Finger, Tim Wassmann und Udo Ziehm von der Rettungshundestaffel Augsburg

 Laudatio: Barbara Eligmann

### Comedy
Anke Engelke für Die Wochenshow

### Ehren-Bambi
Udo Jürgens

 Laudatio: Sabrina Setlur

### Fernsehen National
Senta Berger, Bobby Brederlow und Friedrich von Thun für Liebe und weitere Katastrophen

 Laudatio: Mario Adorf 

### Film International
Goldie Hawn für Schlaflos in New York

### Jahrhundert-Bambi
Max Schmeling

 Laudatio: Henry Maske, vorher in Hamburg überreicht

### Kreativität
Dr. Motte für die Loveparade

### Mode
Jean Paul Gaultier

### Pop International
Whitney Houston

 Laudatio: Harald Juhnke 

### Pop National
Sasha

### Publikums-Bambi
Gute Zeiten, schlechte Zeiten

### Shooting Star
Laetitia Casta

### Sonder Bambi
Céline Dion für My Heart Will Go On, die „erfolgreichste Single der letzten 50 Jahre“

### Sport
Heinz-Harald Frentzen

### TV Moderation
Petra Gerster für heute